# Großedlinger Teich
Großedlinger Teich este o arie protejată (sit de importanță comunitară — SCI, arie de protecție specială avifaunistică — SPA) din Austria întinsă pe o suprafață de 8 ha, integral pe uscat.

## Localizare
Centrul sitului Großedlinger Teich este situat la coordonatele 46°47′48″N 14°50′37″E / 46.7967°N 14.8436°E.

## Înființare
Situl Großedlinger Teich a fost declarat arie de protecție specială avifaunistică în mai 1995 pentru a proteja 34 de specii de animale. Situl a fost protejat și ca sit de importanță comunitară în septembrie 2013.

## Biodiversitate
Situată în ecoregiunea alpină, aria protejată conține 3 habitate naturale: Lacuri eutrofice naturale cu vegetație de tip Magnopotamion sau Hydrocharition, Liziere de ierburi înalte hidrofile de câmpie și de nivel montan până la alpin, Păduri aluvionare cu Alnus glutinosa și Fraxinus excelsior (Alno-Padion, Alnion incanae, Salicion albae).
La baza desemnării sitului se află mai multe specii protejate:
- păsări (29): privighetoare-de-baltă (Acrocephalus melanopogon), lăcar-de-rogoz (Acrocephalus schoenobaenus), pescăruș albastru (Alcedo atthis), rață lingurar (Anas clypeata), rață pitică (Anas crecca), rață fluierătoare (Anas penelope), rață cârâitoare (Anas querquedula), rață pestriță (Anas strepera), stârc roșu (Ardea purpurea), rață roșie (Aythya nyroca), buhai de baltă (Botaurus stellaris), barză albă (Ciconia ciconia), erete de stuf (Circus aeruginosus), erete vânăt (Circus cyaneus), egretă albă (Egretta alba), egretă mică (Egretta garzetta), becațină comună (Gallinago gallinago), cocor (Grus grus), stârc pitic (Ixobrychus minutus), sfrâncioc roșiatic (Lanius collurio), stârc de noapte (Nycticorax nycticorax), vultur pescar (Pandion haliaetus), viespar (Pernis apivorus), bătăuș (Philomachus pugnax), cresteț pestriț (Porzana porzana), mărăcinar (Saxicola rubetra), fluierar de mlaștină (Tringa glareola), fluierarul de zăvoi (Tringa ochropus), nagâț (Vanellus vanellus)
- amfibieni (1): izvoraș-cu-burta-galbenă (Bombina variegata)
- mamifere (2): liliac comun (Myotis myotis), liliacul mic cu potcoavă (Rhinolophus hipposideros)
- nevertebrate (1): Vertigo moulinsiana
- pești (1): boarță (Rhodeus amarus)

Pe lângă speciile protejate, pe teritoriul sitului au mai fost identificate 1 specie de plante, 8 specii de păsări, 2 specii de mamifere, 1 specie de nevertebrate.